# Frankfurter Allee
Frankfurter Allee è una delle più antiche vie di comunicazione di Berlino. Rappresenta la continuazione di Karl-Marx-Allee in direzione di Francoforte sull'Oder ed è parte della Bundesstraße 1, la principale strada federale tedesca che unisce Aquisgrana a Küstriner Vorland, confine con la Polonia, e della Bundesstraße 5. Misura in lunghezza 3,6 kilometri.

## Storia

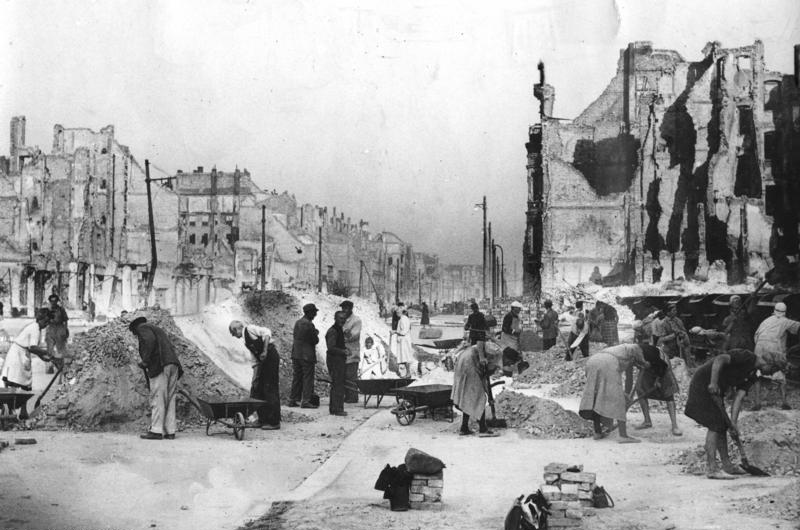
Rimozione delle macerie della Seconda guerra mondiale, 1946.

Il Margravio Alberto Federico di Brandeburgo-Schwedt fece tracciare questa strada con l'intento di utilizzarla a scopi militari nel 1708. Dal 1824 al 1872 il viale fu denominato Frankfurter Chaussee, con l'intenzione di indicarne la direzione di percorrenza preferita: dal vecchio centro di Berlino in direzione di Francoforte sull'Oder. La porzione compresa tra l'antica Porta di Francoforte ed i confini cittadini fu ridenominata, il 20 settembre 1872 Frankfurter Allee. Nel corso degli anni ulteriori porzioni della strada - man mano che questa si allontanava dal centro - vennero definite con propri toponimi: Alt-Friedrichsfelde, Alt-Biesdorf, Alt-Kaulsdorf e Alt-Mahlsdorf. Oltre i confini della città, ricevette invece il nome di Berliner Straße.
Nel 1949, in occasione del settantesimo compleanno di Iosif Stalin, la precedente Frankfurter Allee venne ridenominata Stalinallee ed, infine - come parte del processo di destalinizzazione nella Repubblica Democratica Tedesca - fu suddivisa in due tronconi: il primo, da Alexanderplatz fino alla nuova Frankfurter Tor, denominato Karl-Marx-Allee, mentre il secondo tornò definitivamente a chiamarsi Frankfurter Allee.
Frankfurter Allee fu una delle principali vie utilizzate dall'Armata Rossa nella primavera del 1945 per giungere a Berlino e occuparla. Numerose furono gli edifici del viale distrutti durante a causa dei combattimenti e dei correlati bombardamenti. Le rovine furono così numerose che l'opera di rimozione da parte delle Trümmerfrauen (letteralmente Donne delle rovine), nonostante l'aiuto addirittura di una Trümmerbahn (una tramvia destinata al trasporto verso lo smaltimento delle macerie rimosse), si protrasse fino alla metà degli anni Cinquanta del secolo. Nel frattempo si procedette alla costruzione di nuovi edifici nelle aree già bonificate, trasformando a verde anche alcuni lotti d'angolo.
Oltre ai numerosi edifici residenziali, venne distrutta anche attività produttive come la Maschinenfabrik H. F. Eckert (all'epoca ai civici 136–141), una filiale della Likörfabrik Mampe (civico 268),, oltre as un grande magazzino all'angolo con Möllendorffstraße e buona parte della stazione di Lichtenberg

## Ubicazione

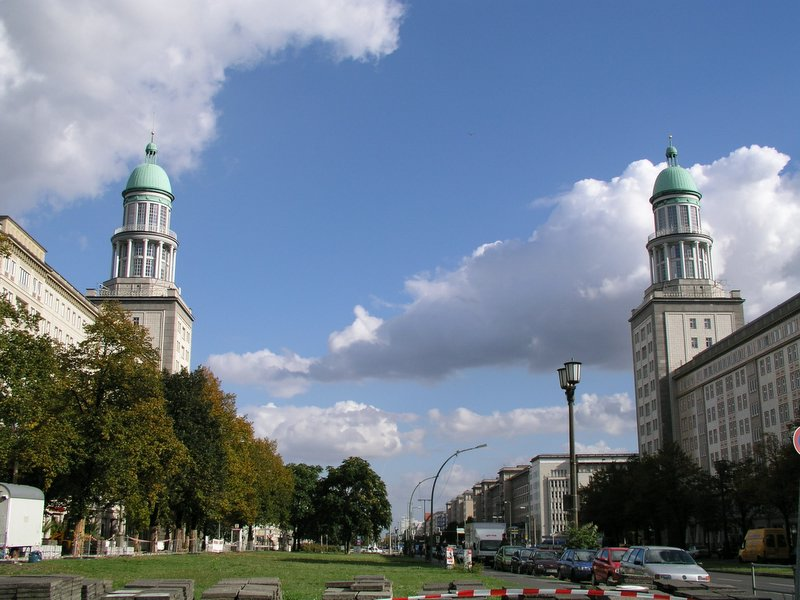
Vista da Karl-Marx-Allee verso Frankfurter Allee. In primo piano, la Frankfurter Tor, 2004.

Frankfurter Allee costituisce insieme a Karl-Marx-Allee uno dei sette assi radiali che si sviluppano verso Nord e verso Est dal nucleo storico cittadino di Alexanderplatz. Si tratta in senso orario di:
- Brunnenstraße
- Schönhauser Allee
- Prenzlauer Allee
- Otto-Braun-Straße – Greifswalder Straße
- Landsberger Allee
- Karl-Marx-Allee – Frankfurter Allee
- Holzmarktstraße – Mühlenstraße – Stralauer Allee

## Percorso
Frankfurter Allee ha inizio,a ovest, da Frankfurter Tor e si sviluppa linearmente in direzione est attraverso i distretti (Stadtbezirke) di Friedrichshain-Kreuzberg e Lichtenberg proseguendo fino all'imbocco di Rosenfelder Straße, dove incomincia la denominazione di Alt-Friedrichsfelde. La numerazione dei civici è a ferro di cavallo partendo dal lato sud.
I principali incroci sono con le seguenti vie:
- Petersburger Straße–Warschauer Straße in Frankfurter Tor,
- Möllendorffstraße–Gürtelstraße nei pressi della stazione della S-Bahn e della U-Bahn di Berlin Frankfurter Allee
- Weitlingstraße–Skandinavische Straße nei pressi della Stazione di Berlin-Lichtenberg, oltre il Lichtenberger Brücke.

## Edifici

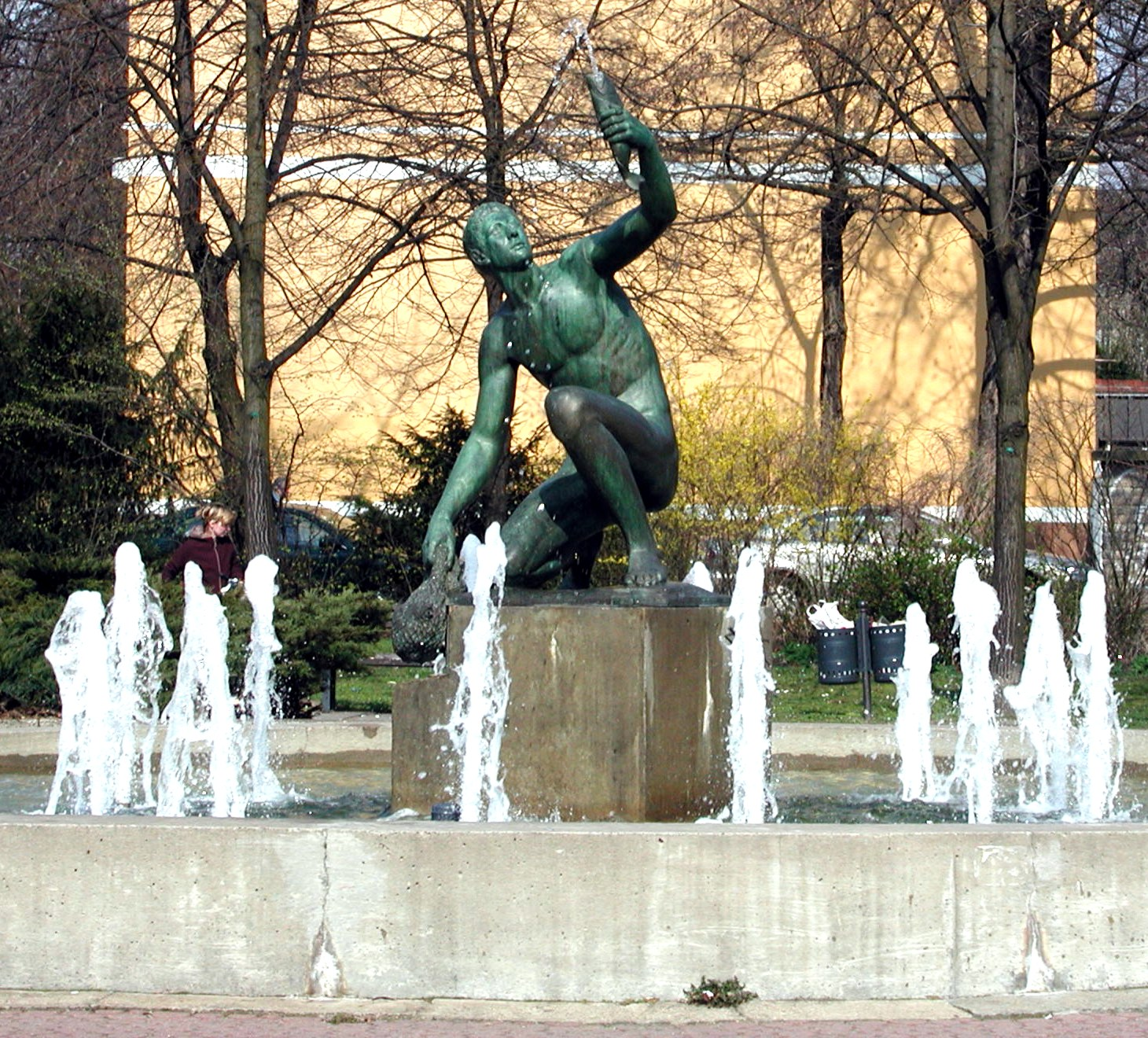
Hans Latt, Fischerbrunnen, 1930 ca.

### Edifici sotto vincolo monumentale
- [collegamento interrotto]. Fontana opera di Hans Latt risalente agli anni intorno al 1930.
- [collegamento interrotto]. Edificio residenziale e commerciale del 1907, progettato da Hans Liepe e Oscar Garbe.
- [collegamento interrotto]. Edifici residenziali e commerciali del 1905 circa.
- [collegamento interrotto].
- [collegamento interrotto].
- [collegamento interrotto].
- [collegamento interrotto]. Blocco di tipo G per la Stalinallee, progettato da Hanns Hopp.
- [collegamento interrotto]. Pompa per l'acqua.

### Ulteriori edifici di interesse

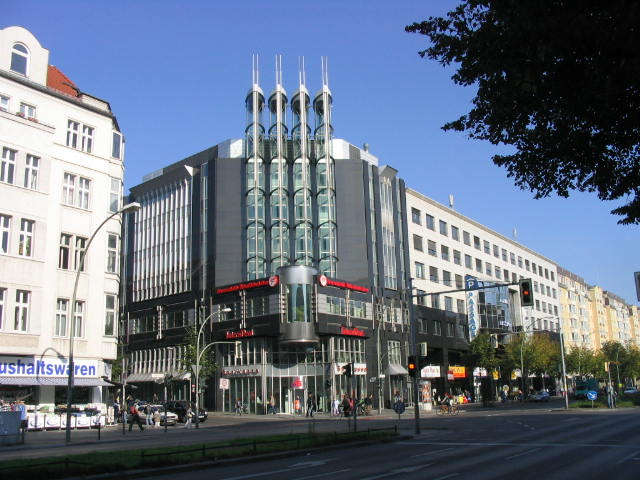
Edificio commerciale Quasar, 1991-1994.

- Rathaus-Passage (Passaggio commerciale del Municipio) di Friedrichshain (civici 35–37), realizzato nel 1995.
- Edificio commerciale Quasar, progettato dall'architetto giapponese Shin Takamatsu - all'angolo con Voigtstraße - ed il vicino Plaza, rispettivamente realizzati nel 1991-1994 e 1993-1995.
- le tre porzioni del centro commerciale Ring-Center, edificato nel 1995 in luogo della precedente sala mercato Ringbahnhalle.
- un grande edificio Plattenbau al civico 216.

Si tratta di un edificio destinato ad ospitare uffici realizzato in epoca socialista sul lato sud di Frankfurter Allee, posto immediatamente a ovest della Stazione di Berlin-Lichtenberg. Iniziato durante gli anni Settanta del XX secolo come edificio a destinazione amministrativa, i lavori subirono un arresto a causa della cedevolezza del terreno e furono completati solamente nel decennio successivo. Alla fine degli anni Ottanta, il grattacielo ospitava principalmente uffici della compagnia ferroviaria nazionale, la Deutsche Reichsbahn. Entrato in possesso della Deutsche Bahn - l'attuale compagnia ferroviaria tedesca - venne abbandonato e ceduto solamente nel 2009. Ristrutturato, è stato riconvertito in edificio residenziale per studenti e pendolari e ribattezzato Q216..

## Trasporto pubblico

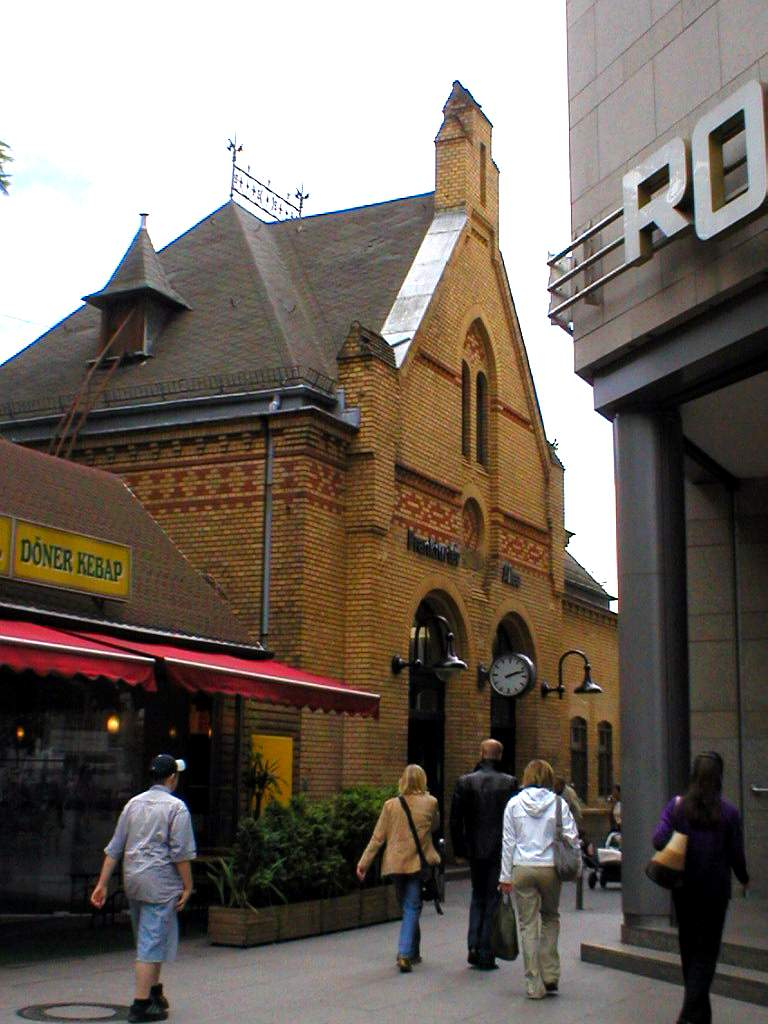
L'dificio d'accesso alla S-Bahn è oggi otticamente schiacciato dalla mole del vicino centro commerciale.

Frankfurter Allee ricopre un ruolo importante sia nel trasporto pubblico che in quello privato, ed è percorsa per la sua interezza dalla Linea 5 della Metropolitana di Berlino. Quest'ultima venne inaugurata nel 1930 e prevede cinque stazioni al di sotto del viale: Frankfurter Tor, Samariterstraße, l'omonima Frankfurter Allee, Magdalenenstraße e Lichtenberg.
Al confine fra i distretti di Friedrichshain-Kreuzberg e Lichtenberg la strada incrocia la Ringbahn, la ferrovia anulare cittadina. La stazionen Frankfurter Allee costituisce nodo di interscambio tra la ferrovia urbana (S-Bahn) e la Metropolitana.
Fino al 1945 anche la Rete tranviaria di Berlino interessava Frankfurter Alle per tutta la sua lunghezza. Oggi si riduce solamente all'incrocio della linea M10 con la stazione della U-Bahn Frankfurter Tor e delle linee M13 e M16 con la stazione U-Bahn e S-Bahn di Frankfurter Allee.